# Arbre du voyageur
Ravenala madagascariensis
Genre
Espèce
Classification APG III (2009)
L’arbre du voyageur ou ravenale ou ravinala (Ravenala madagascariensis) est une espèce de plantes à fleurs de la famille des Strelitziaceae, originaire   de Madagascar. On considérait classiquement que le genre Ravenala  était monospécifique, avec donc une seule espèce (Ravenala madagascariensis), mais des recherches à Madagascar ont montré en 2021 que cinq autres espèces existaient:
- Ravenala agatheae - Haevermans, J. Razanatsoa
- Ravenala blancii - Haevermans, V. Jeannoda, A. Hladik
- Ravenala grandis - Haevermans, J. Razanatsoa, A. Hladik, P. Blanc
- Ravenala hladikorum - Haevermans, J. Razanatsoa, V. Jeannoda, P. Blanc
- Ravenala menahirana - Haevermans, J. Razanatsoa

Ravinala, nom malgache de l'arbre, signifie « feuille de la forêt ».
Sa sève abondante est potable et facile à extraire d'un coup de machette,, ce qui lui a valu son nom vernaculaire d'arbre du voyageur dans les langues occidentales, puisqu'il permet de désaltérer le voyageur. En outre, l'éventail de feuilles a tendance à pousser à peu près sur un axe est-ouest, ce qui constitue une boussole rudimentaire.

## Description
Originaire de Madagascar, l'arbre du voyageur fait partie de la famille des strelitziacées. Ce n'est pas un arbre (au sens botanique du terme), mais une plante herbacée au stipe lacunaire, ce qui le fait parfois ressembler à un palmier. De par sa forme et sa taille, il se repère de loin. Adulte, le stipe mesure environ dix mètres de hauteur, ce qui porte sa hauteur totale à environ 20 m. Le botaniste Philibert Commerson le décrit lors de son séjour à Madagascar en 1779-1780.
Ses vastes feuilles sont disposées en éventail, dans un même plan. Leur base en forme de coupe retient l'eau de pluie dans laquelle de nombreux moustiques viennent pondre. À Madagascar, ces réservoirs d'eau hébergent des espèces très originales qui sont inféodées à ce micro-habitat (batraciens, coléoptères et moustiques). Le pétiole est plus long que le limbe.
Lorsqu'il fleurit, il produit de grandes fleurs blanches, à 3 sépales, 3 pétales et 6 étamines, dans des spathes de 15-20 cm. À Madagascar, la floraison commence en septembre. La pollinisation est assurée par les chauve-souris et les lémuriens.
Les fruits sont des capsules à 6 loges, ressemblant à des bananes ligneuses, contenant de nombreuses graines entourées de fibres d'un bleu saphir intense qui attirent les oiseaux.

## Nom
« Le ravinala (Uranisa speciosa) connu des Européens et des créoles des îles de France et de Bourbon sous le nom d'arbre du voyageur, parce que l'on trouve entre les aisselles de ses feuilles de l'eau très-fraîche et très-bonne à boire. »

— Descartes, Macé, 1846. Histoire et géographie de Madagascar depuis la découverte de l'île en 1506 jusqu'au récit des derniers événements de Tamatave. Paris, P. Bertrand. V-441 p.

« Il me conduisit successivement auprès des arbres les plus curieux, et surtout à l'arbre du voyageur, espèce de bananier dont toutes les feuilles s'emboîtent les unes dans les autres comme celles de l'iris, de manière à former à la hauteur de deux ou trois mètres un vaste éventail. L'eau qui tombe du ciel et la rosée principalement, s'accumulent à la base de ces feuilles comme dans une coupe naturelle, et s'y conservent très fraîches ; si on perce cette base avec une lame un peu effilée, le liquide s'écoule en un petit filet qu'il est facile de recevoir dans la bouche. (à la Réunion). »

— Rambosson, Jean, 1868. Histoire et légendes des plantes utiles et curieuses. Paris, Firmin Didot. 371 p.

« Il est bien connu aujourd’hui que rien ne justifie la réputation faite au Ravenala et la légende qui lui a valu son nom vulgaire.[…] La vérité est qu'il croît, non dans les déserts, mais bien dans des sols humides ou à proximité des cours d’eau.[…] L’eau contenue au cœur de l'arbre permet de désaltérer le voyageur. En perçant le cœur de l'arbre, de l'eau fraîche en jaillit qui est particulièrement désaltérante. »

— Bulletin de la Société nationale d'acclimatation de France : Revue des sciences naturelles appliquées, 1896.

« La première appellation "arbre du voyageur" est publiée par Macé Descartes en 1846, dans son Histoire et Géographie de Madagascar : il avait constaté comment obtenir une eau potable après avoir entaillé la base du pétiole. Nous-mêmes avons fait très facilement l'expérience sur place. Philibert Commerson dans son manuscrit de 1770 parlait déjà de l'intérêt du ravenala pour les voyageurs : "Ces feuilles très propres par leur immense largeur à recueillir une grande quantité d'eaux de pluye la transmettent au moyen d 'une gouttière qui en occupe le milieu jusqu'au pédicule de la même feuille, or le pédicule est fort épati et élargi et embrasse fort exactement la tige mais de manière pourtant qu'il en résulte une espèce de capsule assés ample ou l'eau est tenue en réservoir pour le besoin de la plante qui lui concilie un goût particulier qui n'est point sans mérite. Cette sorte de réservoir peut abondamment suffire à plusieurs voyageurs pour les désaltérer en les perçant dans la partie la plus déclive". »

— Blanc, Patrick ; Hladik, Annette & Hladik, Claude Marcel, 2001. L'arbre du voyageur dans toute sa diversité. Hommes & Plantes, 40: 38-47. <hal-00556257>

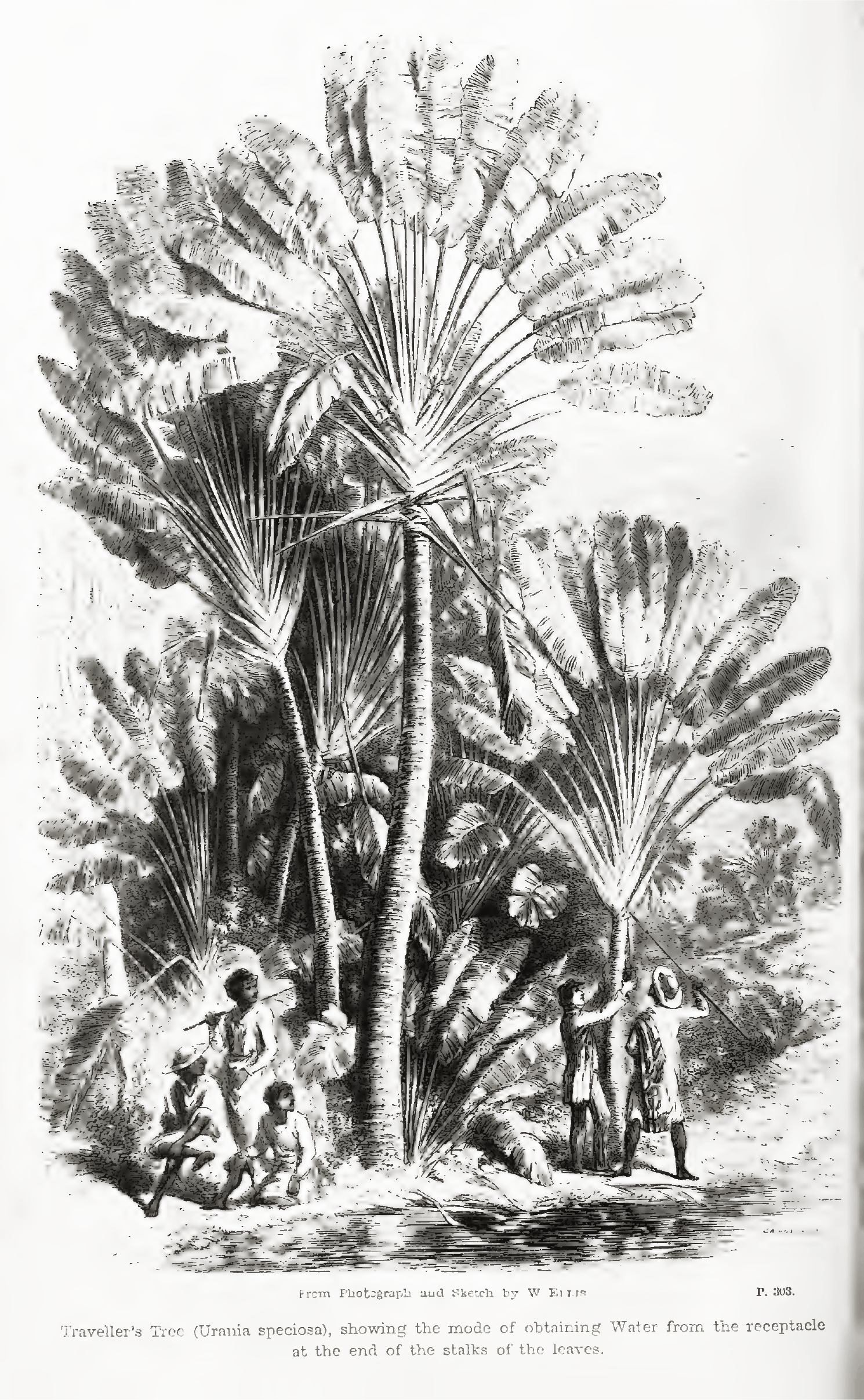
vu par Ellis en 1858.

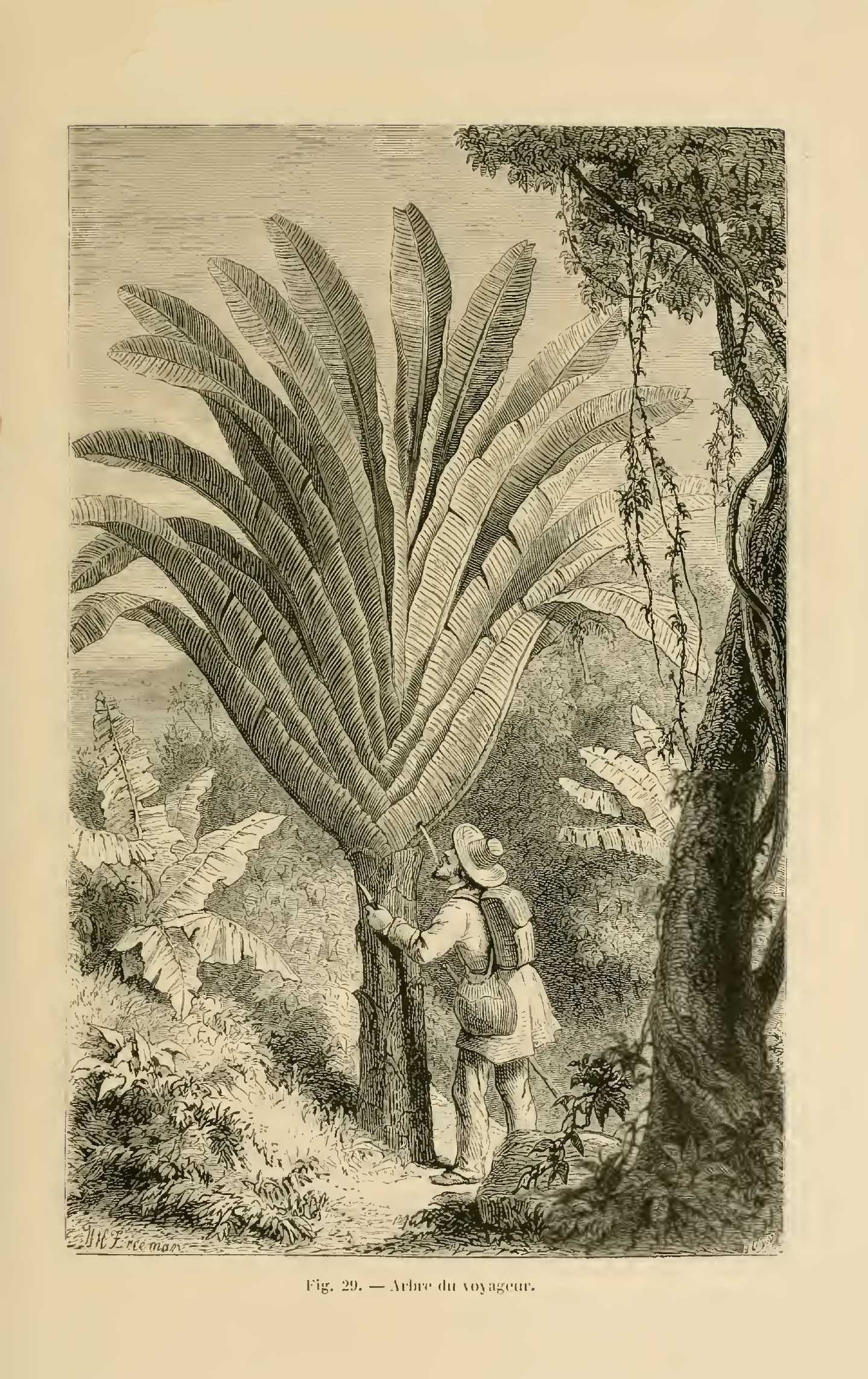
vu par Rambosson en 1868.

Ces témoignages montrent que l'eau extraite de l'arbre du voyageur est bien buvable, contrairement à ce qui est souvent dit.

## Écologie
Espèce endémique de Madagascar, le ravenale prédomine sur la façade orientale du pays. C'est une des rares espèces endémiques forestières à survivre dans les formations herbeuses secondaires et dans les fourrés d'exotiques, toujours sur des sols frais et humides.
Il croît de manière très rapide là où les forêts primaires ont été déboisées ou brûlées.
L'arbre du voyageur est également présent à l'île de La Réunion, à l'Île Maurice, sur l'archipel des Comores (sur l'île de Mayotte notamment), en Guyane, en Guadeloupe, à la Martinique, en Nouvelle-Calédonie, en Polynésie Française, aux Seychelles et dans les jardins de diverses régions tropicales (Thaïlande, Cameroun, Paraguay etc.) où il a été importé en tant que plante d'ornement et devient parfois plante envahissante.
Il s'agit d'une plante envahissante majeure à l'île Maurice où il constitue des fourrés très denses dans les montagnes du sud de l'île.

## Utilisations
Sur la côte est de Madagascar, ses différentes parties sont utilisées comme matériaux pour la construction des cases végétales traditionnelles, fraîches et fonctionnelles. Les pétioles fendus, appelés falafa, servent à confectionner des panneaux muraux. Les feuilles une fois séchées, appelées raty, sont utilisées pour la réalisation des couvertures et enfin, du tronc, on tire des planches souples, appelées rapaka, avec lesquelles on fabrique le plancher.
C'est un emblème de Madagascar, stylisé sur les avions de la compagnie aérienne nationale Air Madagascar.
Il fournit une matière grasse comestible[Comment ?], un peu comme l'arbre à beurre des pays tropicaux.
Un coup de machette sur la base du tronc fait couler une sève particulièrement liquide dont le goût est proche de l'eau. Il est possible de récupérer un litre par coup de machette après la saison des pluies, quand l'arbre est gorgé d'eau.

## Culture
Cette espèce qui ne résiste pas au gel est introduite de longue date dans les jardins botaniques tropicaux du monde entier, notamment au jardin botanique de Pamplemousses à Maurice, au jardin botanique d'Eala en République démocratique du Congo, au National Tropical Botanical Garden (en) de Hawaï, au jardin botanique de la Chine du Sud à Guangzhou… ; en climat tempéré, elle est cultivée sous serre ou en orangerie.

## Galerie

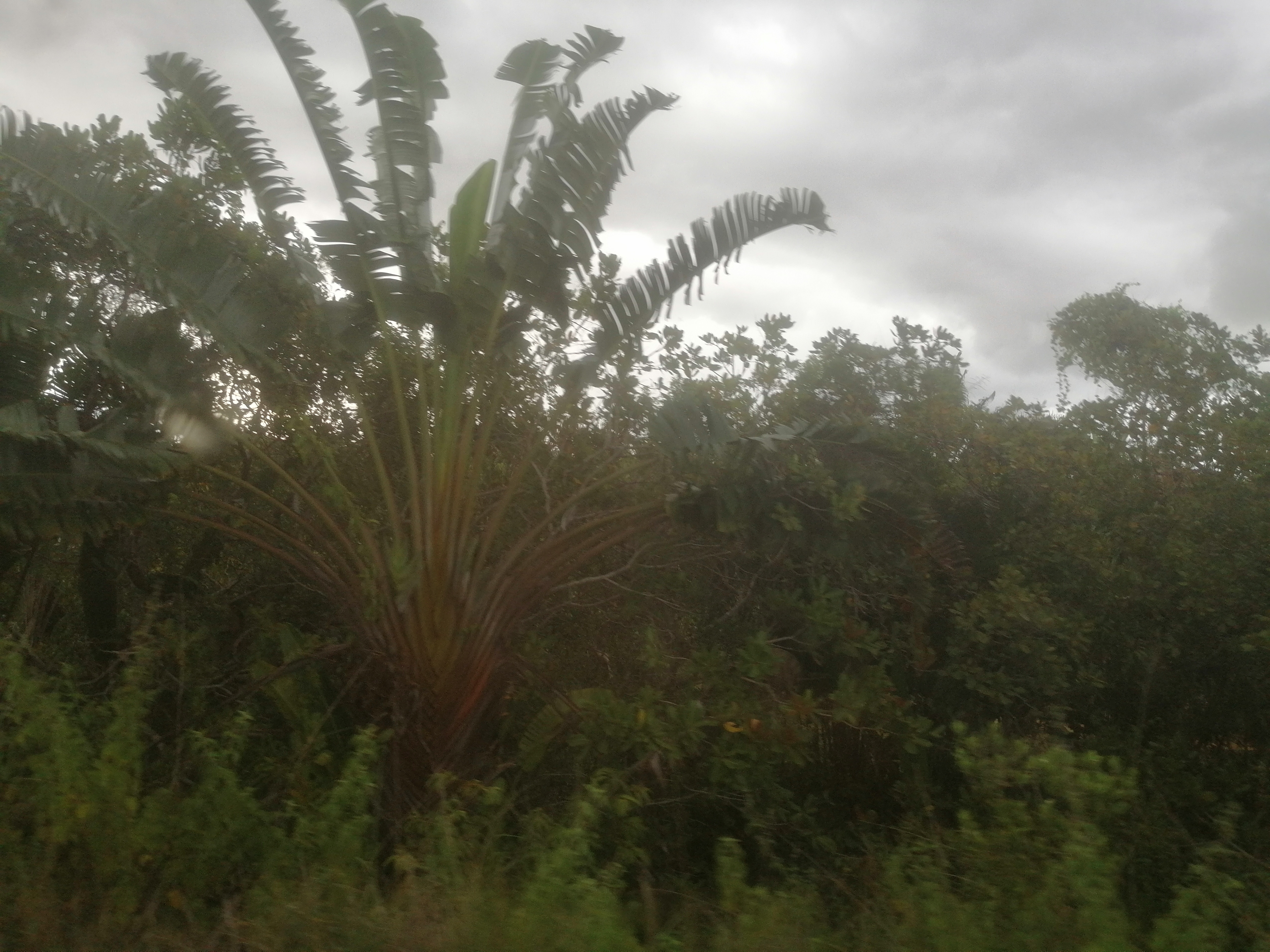
Ravinala d'Ambanja-Antsiranana-Madagascar.
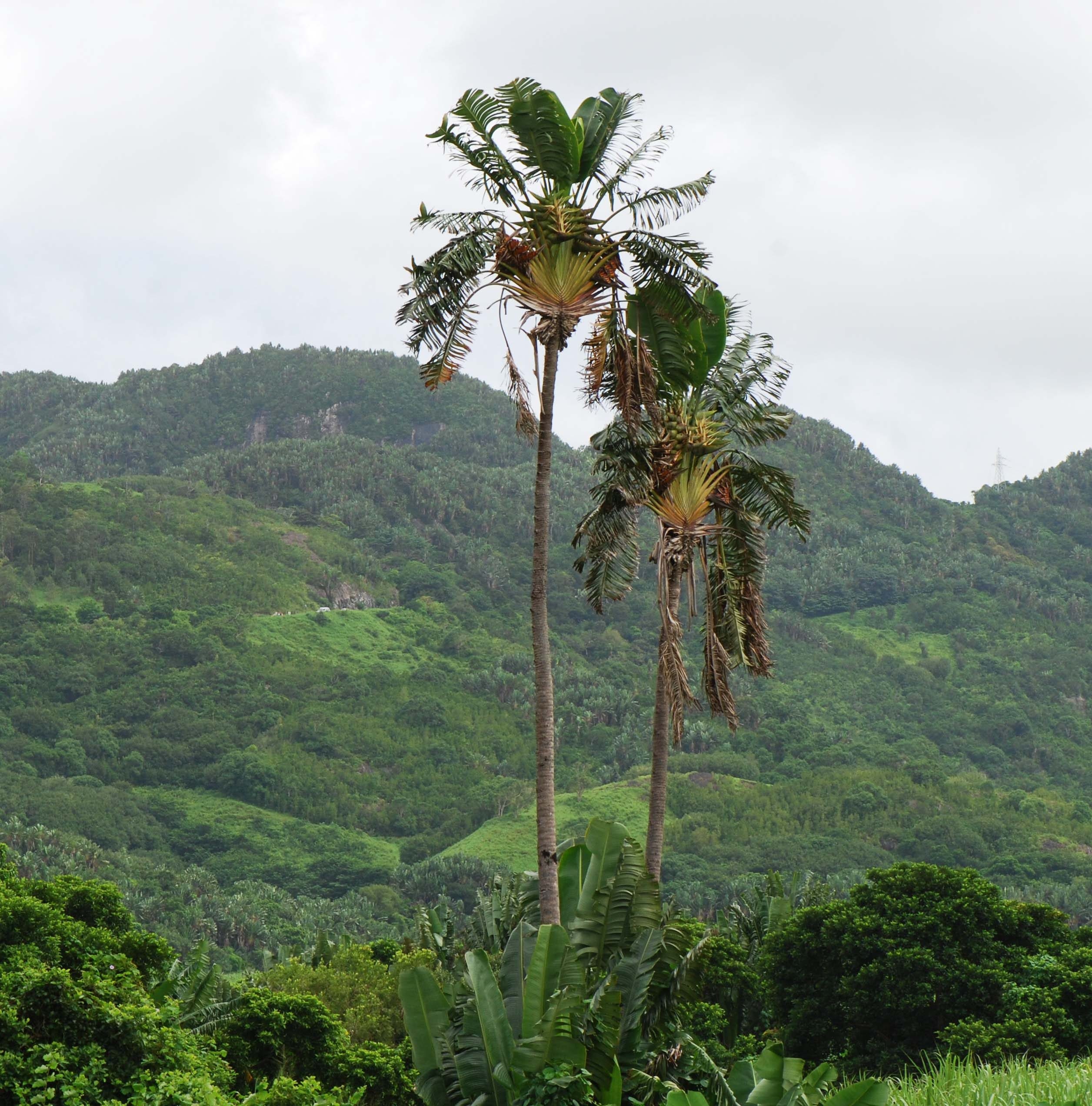
Grand ravenale, sur l'île Maurice.
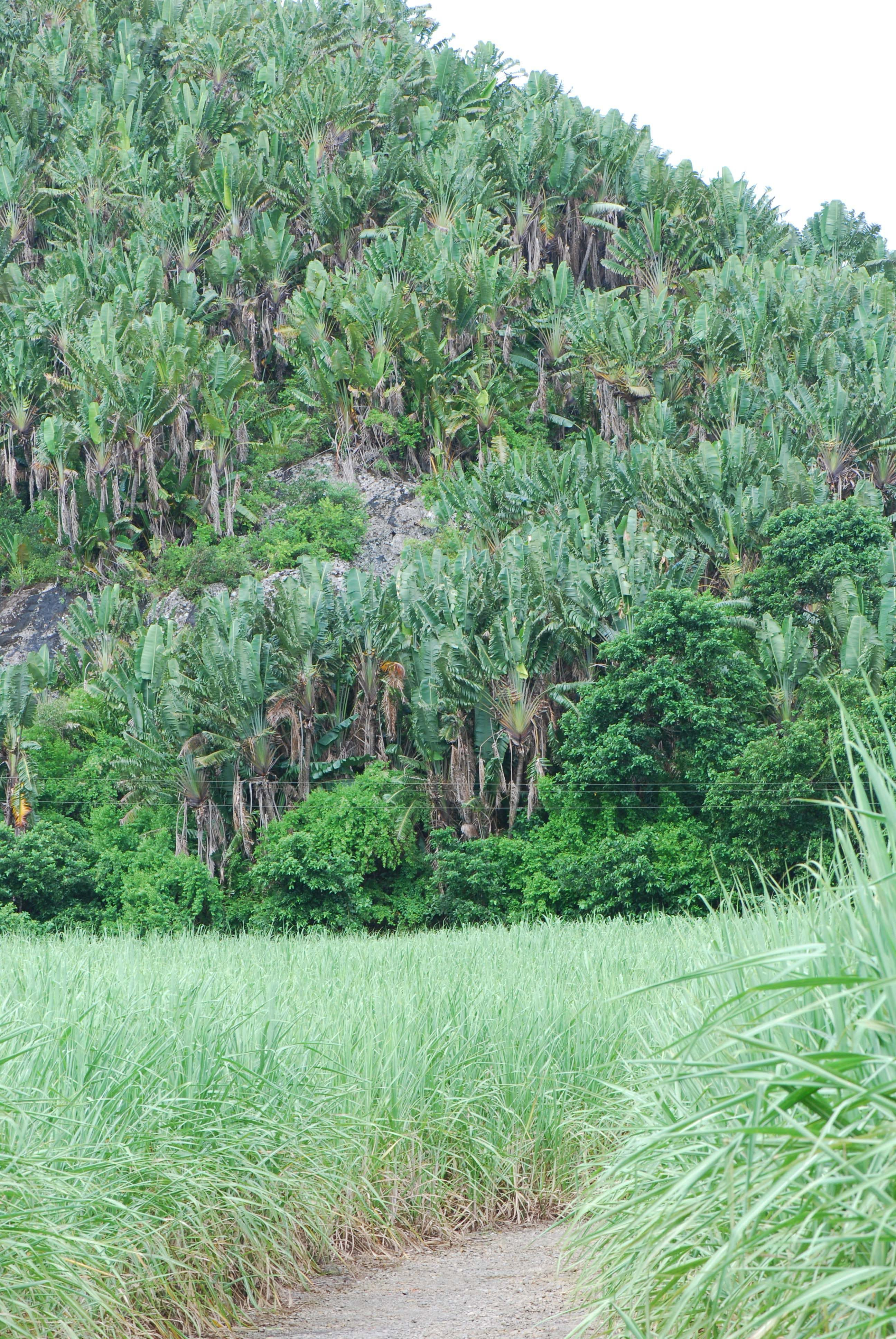
Plante envahissante des collines, à Saint Hubert, sur l'île Maurice.
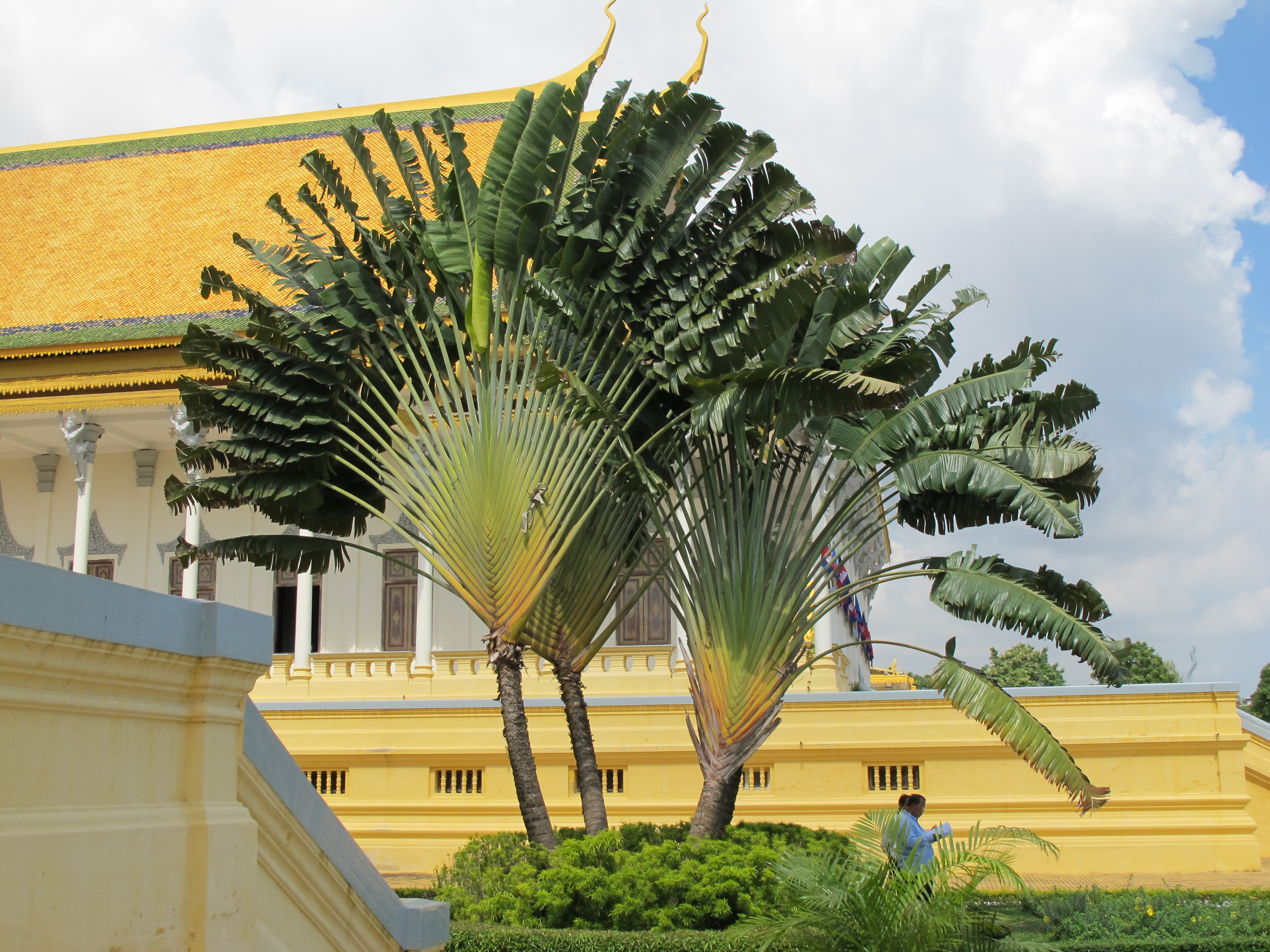
Arbre du voyageur dans les jardins du palais royal de Phnom Penh (Cambodge).
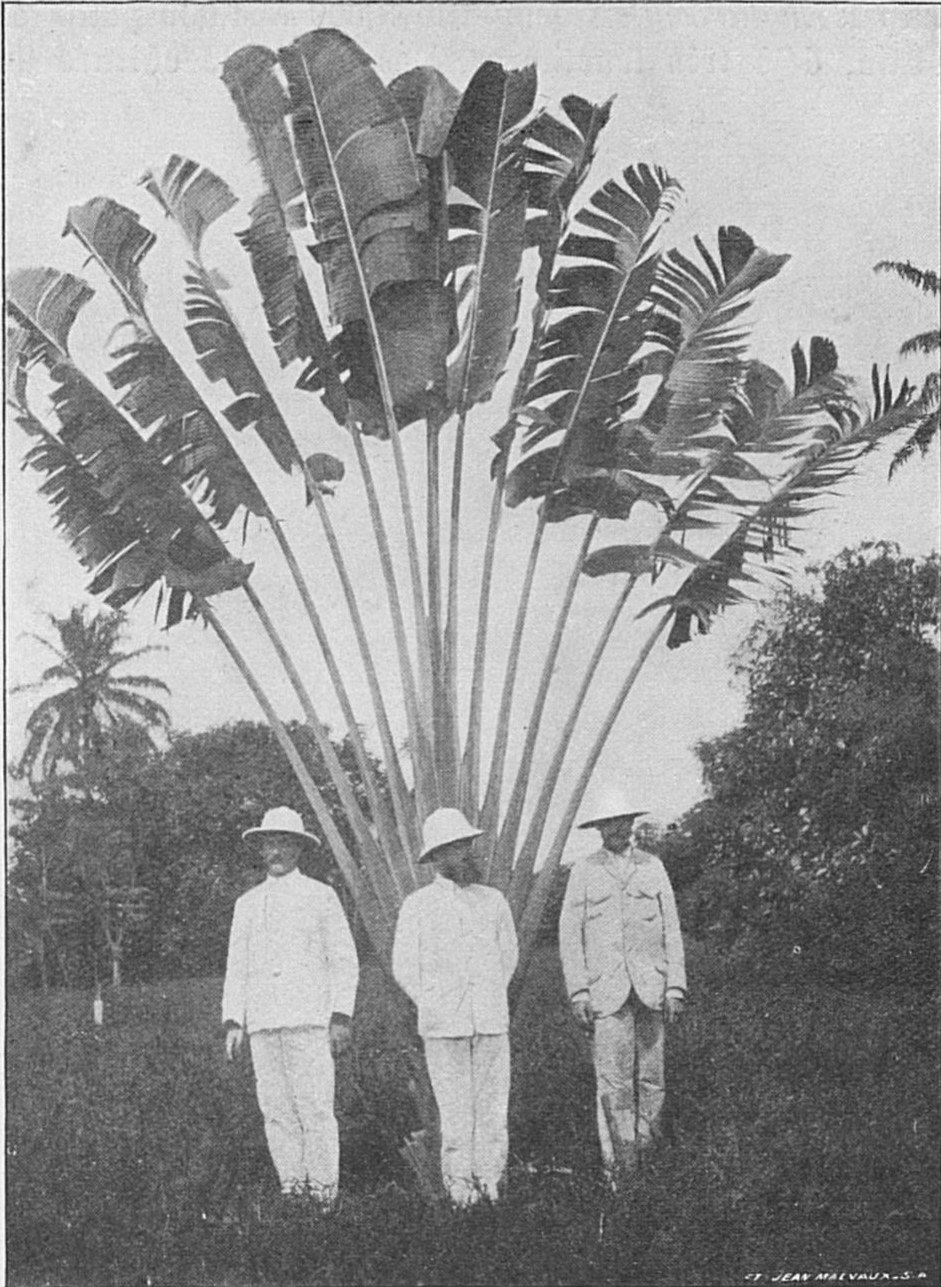
Arbre du voyageur au Jardin botanique d'Eala (R.D. Congo) vers 1903-1904.
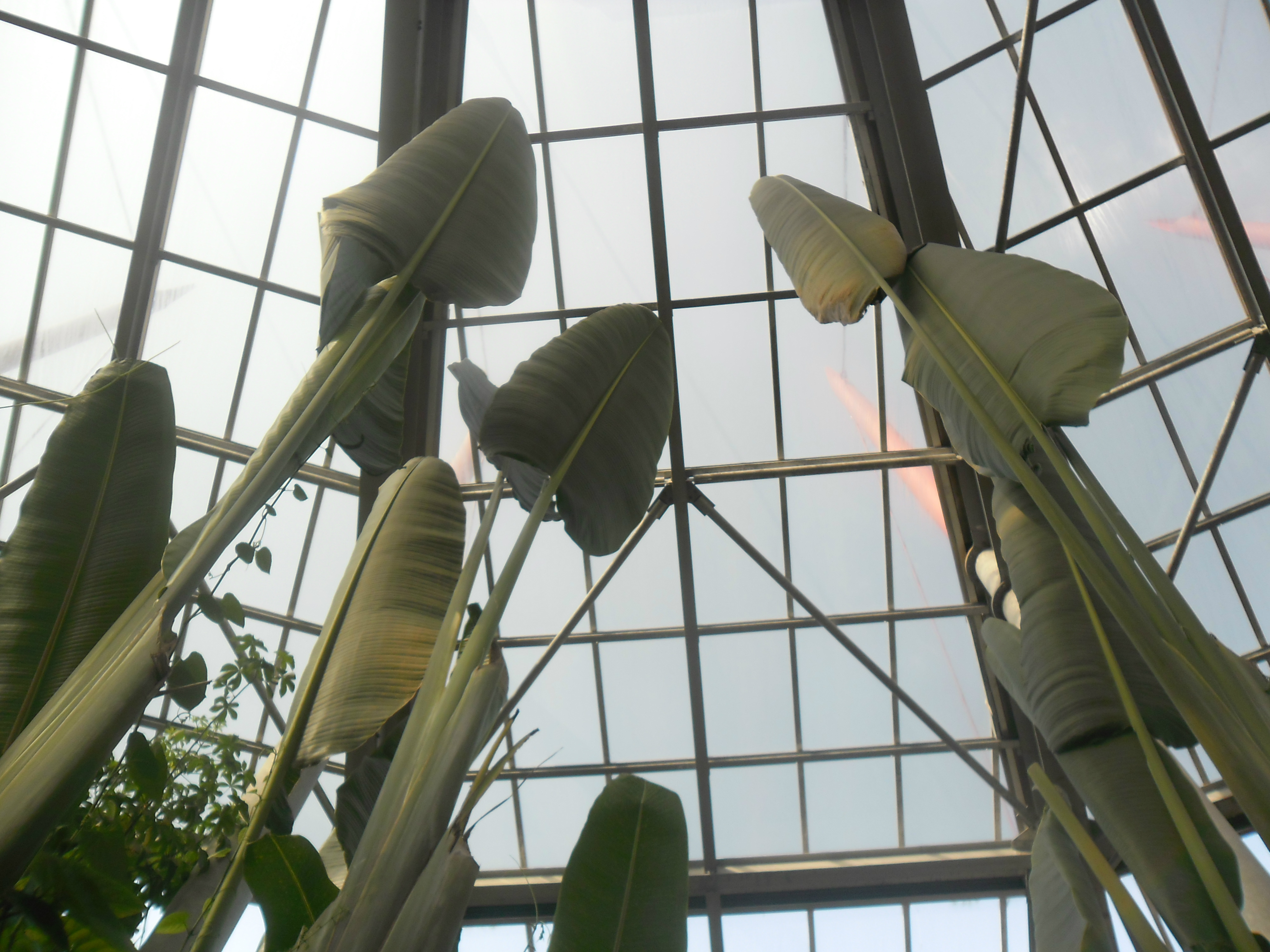
Arbre du voyageur à la Planète des crocodiles de Civaux (France).
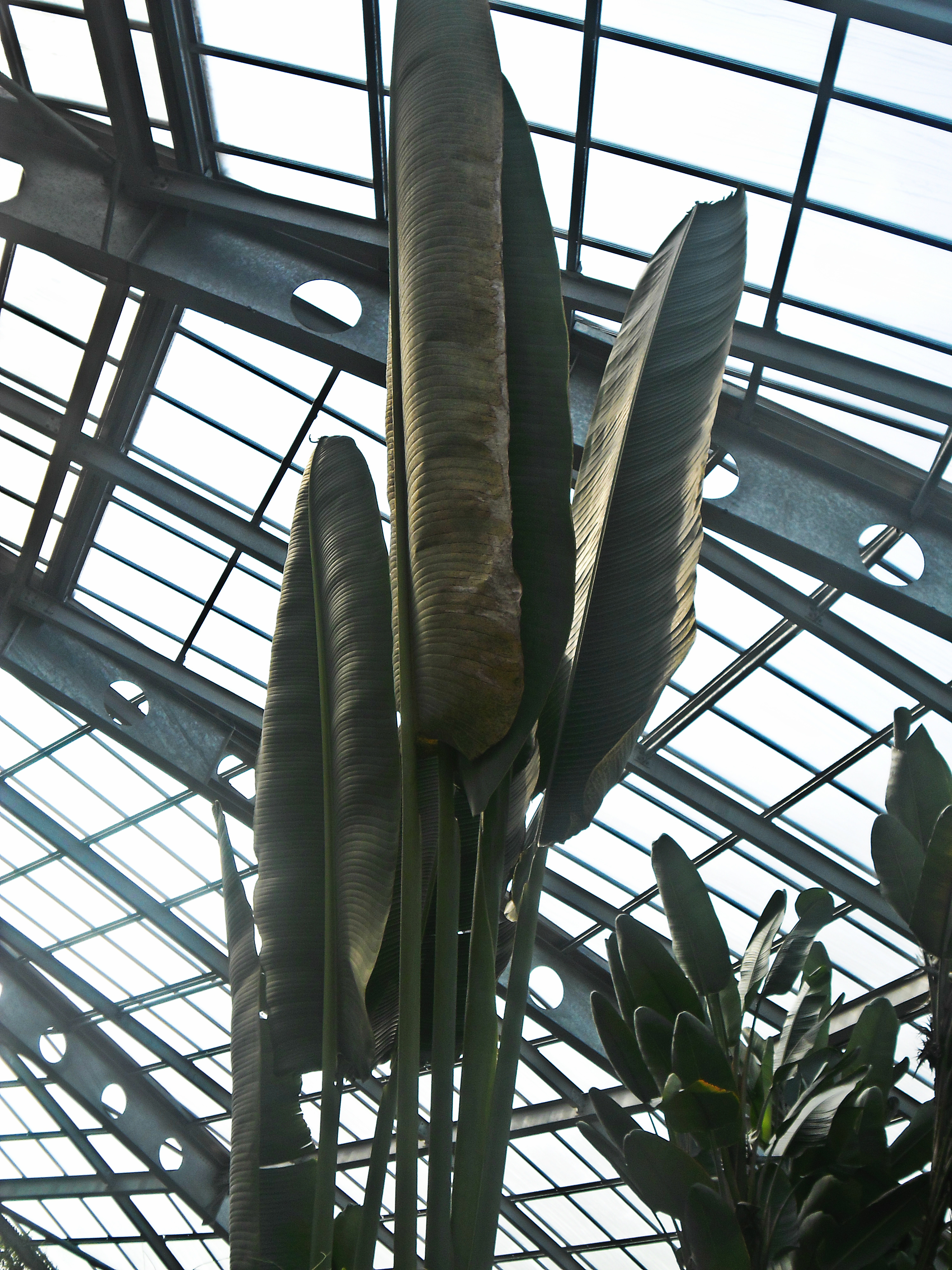
Arbre du voyageur à la Planète des crocodiles de Civaux (France).
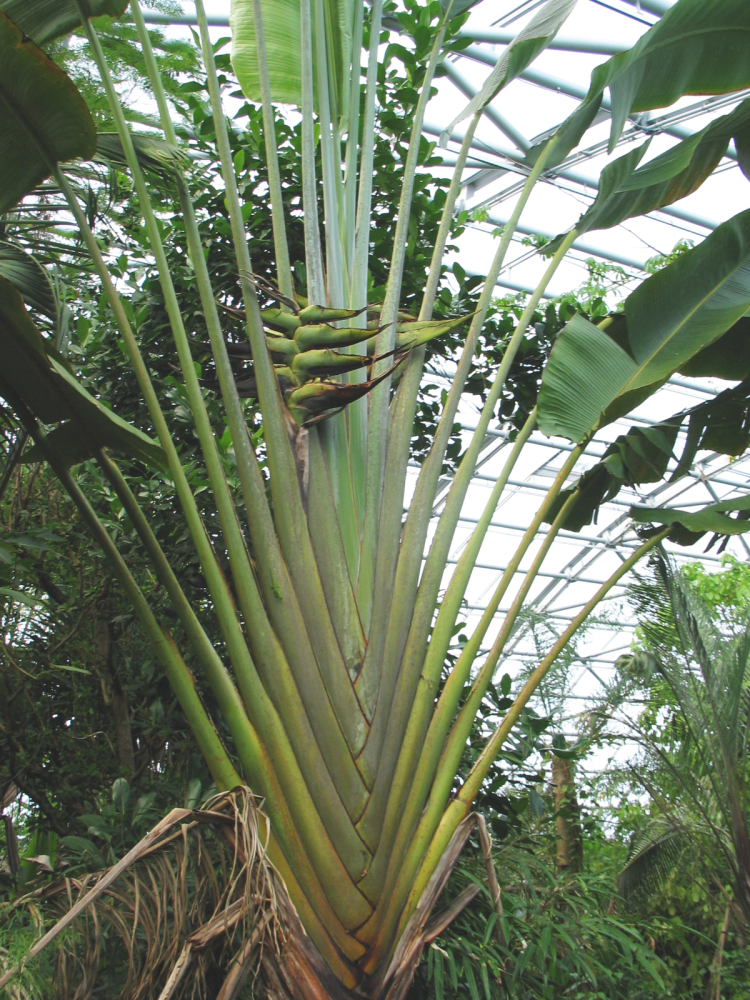
Base des feuilles et inflorescence.
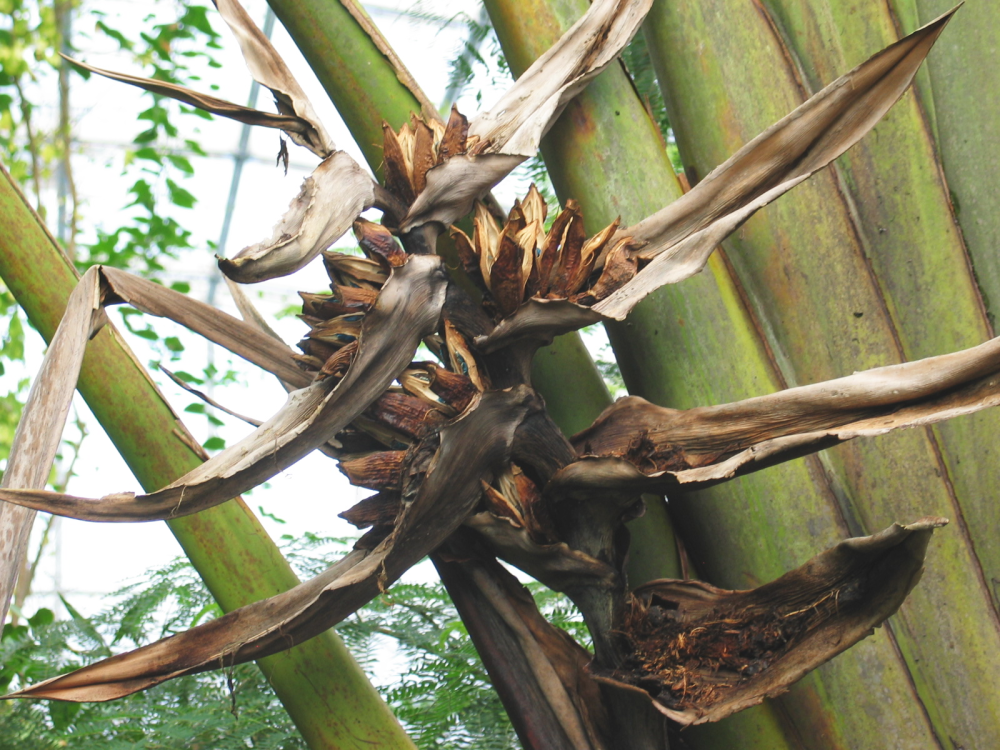
Le fruit dans l'arbre.
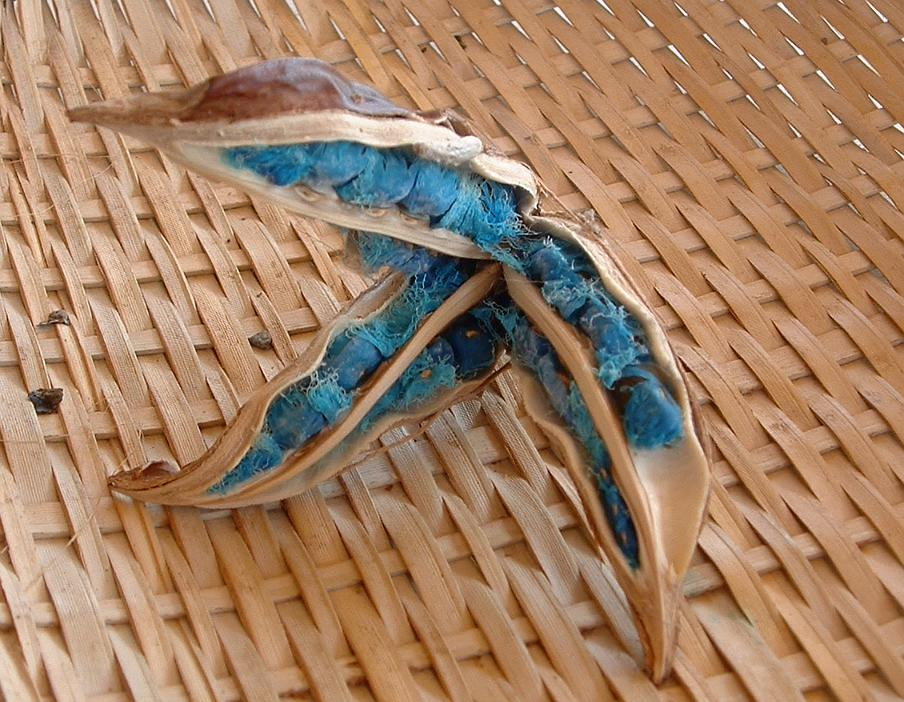
Un fruit ouvert et ses graines.
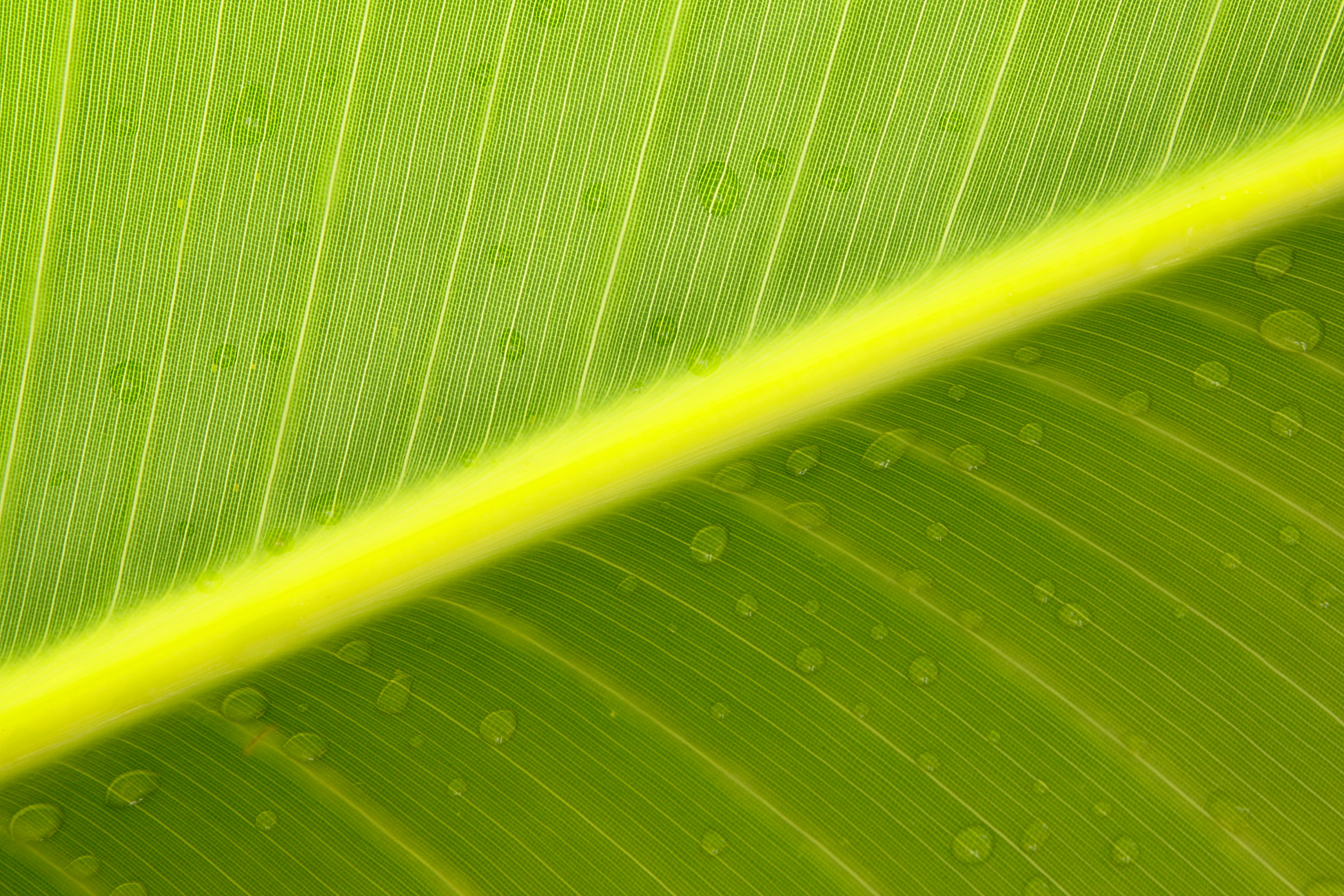
Détail de la structure d'une feuille.